# 乡村女教师
乡村女教师（俄语：Сельская учительница，曾译：桃李满天下），苏联儿童电影制片厂于1947年出品的黑白故事片，曾荣获1948年斯大林奖金一等奖。1950年7月由中央电影局上海电影制片厂翻译片组（上海电影译制厂前身）译制配音，为上译的早期经典作品之一。

## 演职员表

### 主要职员
- 艺术指导：耳·路柯夫
- 导演：马尔克·顿斯柯伊
- 编剧：姆·斯米尔诺伏伊
- 摄影：斯·乌鲁谢符斯基
- 作曲：耳·施伐尔茨
- 苏联电影部交响乐团（指挥：符·聂鲍耳辛）
- 副导演：耳·彼烈耳施杰英
- 美术摄影：阿·克磊洛夫
- 美术：德·文尼茨基、普·派斯凯维奇
- 录音：斯·尤尔采夫
- 服装：奥·克鲁企尼娜
- 化妆：符·雅柯符烈夫
- 副剪接：阿·索鲍列夫

### 主要演员
- 伐尔娃磊·伐西耳叶夫娜：薇拉·马烈茨卡雅
- 马尔狄诺夫：德·萨迦耳
- 叶高尔：普奥烈聂夫
- 普罗夫·伏罗诺夫：德·派符洛夫
- 儿童演员
  - 普罗夫：伏洛娃·列波欣斯基
  - 叶菲姻·崔岗柯维：托里雅·迦尼契夫
  - 杜尼雅：爱姆妈·巴拉歇娃
  - 伐尼雅：鲍利雅·别里耶叶夫

## 汉语译制

### 主要职员
- 导演：周彦
- 翻译：陈涓
- 录音：张福宝
- 剪接：韦莼葆、周珍珠
- 音响：袁方
- 美术：陈波生

### 主要配音
- 伐尔娃磊：舒绣文
- 马尔狄诺夫：高博
- 叶高尔：邱岳峰
- 马沙：姚念贻
- 布柯夫、普罗夫：富润生
- 伏朗：赵长久